# Askolds Grab (Oper)
Askolds Grab (russisch Аско́льдова моги́ла Askóldova mogíla) ist eine Oper des russischen Komponisten Alexei Nikolajewitsch Werstowski, nach einem Libretto von Michail Sagoskin. Sie wurde 1835 in Moskau uraufgeführt und wurde bis zum Ersten Weltkrieg sowohl im Russischen Kaiserreich als auch international zu einem jahrzehntelangen Erfolg.

## Aufführungsgeschichte
Die Uraufführung von Askolds Grab fand am 16. September 1835 im Bolschoi-Theater in Moskau statt, ein Jahr vor Glinkas Oper Ein Leben für den Zaren. Die weibliche Hauptrolle Nadeschda wurde durch Nadeschda Repina verkörpert, die Frau des Komponisten. In Sankt Petersburg wurde die Oper erstmals 1841 aufgeführt, mit dem berühmten Bassisten Ossip Petrow in der Rolle des Unbekannten.
Es wurde behauptet, dass Gioachino Rossini die Komposition Westowskis musikalisch ausgearbeitet habe, um mit dem Honorar Spielschulden zu begleichen. In der Folge wurden zwei Klavierauszüge herausgegeben, einer von Konstantin Vilboa (1817–1882), der andere von Alexander Guriljow.
Bis zum Ende der 1860er Jahre erreichte das Werk 200 Aufführungen in St. Petersburg und 400 in Moskau. Es wurde als erste russische Oper 1865 in den USA aufgeführt. Der Bassist Schaljapin wählte die Rolle des Unbekannten für einen Auftritt als 18-jähriger in einem Benefizkonzert im März 1891. Eine Aufführung im Jahre 1914 im Simin-Theater in Moskau war ebenfalls ein großer Erfolg.
In der Sowjetzeit blieb Askolds Grab jahrzehntelang vergessen und erlebte gegen Ende des Zweiten Weltkriegs eine allerdings erfolglose Wiedergabe in einem Moskauer Operettentheater. Erst 1959 gelangte das Werk wiederum auf die Bühne, in einer Neufassung des Librettos durch Nil Birjukow (1907–1979).

## Handlung

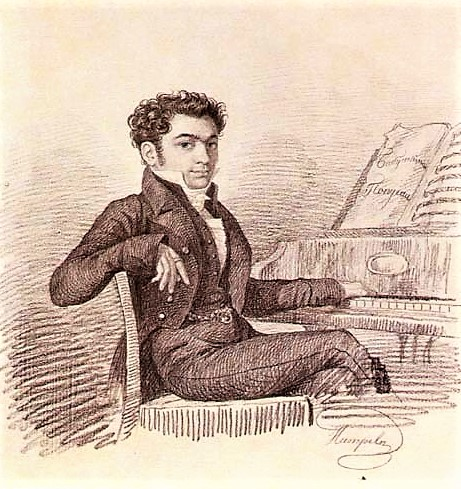
Der Komponist Werstowski

Die Handlung der Oper beruht auf Berichten aus der Entstehungsgeschichte der Kiewer Rus. Askold und Dir waren zwei legendäre Fürsten der Rus. Sie waren Gefolgsleute von Rjurik, die sich im 9. Jahrhundert in Kiew niederließen. Laut der Nestorchronik tötete Rjuriks Nachfolger Oleg der Weise Askold und Dir. Die Heilige Olga von Kiew ließ an ihrer Grabstätte zwei Kirchen errichten. Das Mahnmal am Ufer des Dnepr, in unmittelbarer Nähe der St.-Nikolaus-Kirche auf Askolds Grab, besteht bis heute.
Die Handlung spielt im 10. Jahrhundert, zu Beginn der Herrschaft von Großfürst Swjatoslaw I., neben dem Grab von Fürst Askold. Eine wesentliche Rolle spielt die Liebesgeschichte zwischen dem Waisenjungen Wseslaw, Liebling des Großfürsten Swjatoslaw, und der Fischerstochter Nadeschda. Beide treffen Vorbereitungen für ihre Hochzeit. Plötzlich erscheint eine namenlose Gestalt namens Unbekannter. Er will den Mord an Askold, dem vorherigen Herrscher Kiews, rächen. Der Unbekannte versucht Wseslaw zu überreden, Swjatoslaw zu töten und dessen Macht an sich zu reißen. Doch Wseslaw widersetzt sich diesem Plan. In einer magischen Beschwörungsszene im vierten Akt, untermalt von einem Chor unsichtbarer Geister, kommt die Hexe Wachramejewna dem Aufenthaltsort des von Swjatoslaws Haushofmeister entführten Liebespaars auf die Spur. Die beiden sind kurz davor, sich im Dnepr zu ertränken, als sie unversehens begnadigt werden, worauf nun der Unbekannte von den Wassermassen verschlungen wird. Zahlreiche Volkslieder und Tänze untermalen die Handlung.

## Auftretende Personen
Nach Friedrich von Bodenstedt: Tausend und Ein Tag im Orient (1862)
- Ein Unbekannter.
- Taropka Golowan, Spielmann.
- Wseslaw, fürstlicher Edelknabe.
- Alexéi, ein alter Fischer.
- Nadjéshda, seine Tochter.
- Wuischatta, fürstlicher Haushofmeister.
- Frelaff, Warägischer Krieger.
- Stemid, fürstlicher Knappe.
- Prostän, im Dienste des Fürsten.
- Krieger des Warägischen Heeres:
  - Jakun
  - Ikmor
  - Ruald
  - Erik
  - Arnulf
- Ostromir, fürstlicher Falkonier.
- Fenkal, Warägischer Skalde.
- Wochraméjewna, Kiew'sche Hexe.
- Dienstleute im Dorfe Predislawina:
  - Ssadko,
  - Jurka,
  - Plenko,
  - Tschurila.
- Ein altes Weib.
- Buslajewna, Aufseherin.
- Ljubascha, eine junge Kiewerin.
- Ein Wächter.
- Erster und Zweiter Fischer
- Kiewer und Kiewerinnen.
- Slavische und Warägische Krieger des Fürsten Swjatoslaw.
- Weibliche und männliche Dienstleute im Dorfe Predislawina.
- Fischer.
- Chor der höllischen Geister.

## Nummernfolge
1. Ouvertüre

1. Akt

2. Introduktion und Lied Nadeschdas

3. Chor der Fischer

4. Arie des Unbekannten

5. Chor der Fischer

6. Chor der Bauern

7. Chor und Arie des Unbekannten

8. Finale

2. Akt

9. Zwischenaktmusik, Couplets von Frelaf und Chor

10. Ballade Torops

11. Lied Torops und Chor

12. Arie des Unbekannten und Chor in den Ruinen

13. Chor der Bauern

14. Choir der Bauern und Finale

15. Finale

3. Akt

16. Zwischenaktmusik und Chor junger Mädchen

17. Slawischer Tanz

18. Nadeschdas Arie

19. Torops Lied

20. Chor und Torops Lied

21. Finale

4. Akt

22. Zwischenaktmusik und Chor

23. Melodrama, Chor und Duett

24. Trio (Unbekannter, Wseslaw und Nadeschda) und Finale

25. Finale

## Einflüsse
Der dramatische Ablauf ist in hohem Maße von Webers romantischer Oper Freischütz beeinflusst, die nach ihrer Erstaufführung 1824 in Russland landesweit bekannt wurde. Darüber hinaus enthalten die Chorpartien für Fischer, Bauern und Jungfrauen zahlreiche Anklänge an russische Volksmusik.
Die komische Rolle des Warägers Farlaf ist eine Vorwegnahme des gleichnamigen nichtsnutzigen Ritters in Glinkas Oper Ruslan und Ljudmila (1842). Der jugendliche Torop wurde zum Vorläufer einer Reihe bunter Volksfiguren auf der russischen Opernbühne, wie zum Beispiel die Musikanten Jeroschka und Skula in Fürst Igor von Borodin (1890), der Hirte Lel in Schneeflöckchen (1882) oder der Säufer Grischka Kuterma in Kitesch (1907) von Rimski-Korsakow.